# Klavierstücke, op. 118 de Brahms
Six pièces pour piano, op. 118
Les Six pièces pour piano (Sechs Klavierstücke) op. 118 furent écrites par Johannes Brahms durant l'été 1893 et dédicacées à Clara Schumann.

## Structure de l’œuvre
Les pièces sont :
1. Intermezzo (Allegro non assai)
2. Intermezzo (Andante teneramente)
3. Ballade (Allegro energico)
4. Intermezzo (Allegretto un poco agitato)
5. Romance (Andante)
6. Intermezzo (Andante, largo e mesto)